# 伊德里斯·马蒙
阿布·阿拉·伊德里斯·马蒙（阿拉伯语：‎；？—1232年10月16日或17日），穆瓦希德王朝哈里发，1229年至1232年在位。
伊德里斯的父亲是哈里发雅各布·曼苏尔，是穆罕默德·纳西尔和阿卜杜拉·阿迪勒的兄弟。阿卜杜拉离世后，伊德里斯和叶海亚·穆塔西姆展开内战。叶海亚控制马拉喀什，而伊德里斯则得到了卡斯蒂利亚人的帮助，卡斯蒂利亚人将12,000名骑士（一说仅500名）借予伊德里斯，要求他征服马拉喀什，并杀死所有支持叶海亚的部落领袖。
伊德里斯的宗教立场也背弃伊本·图马特的学说，令伊夫起亚的哈夫斯王朝转而和穆瓦希德王朝相敌对。伊德里斯在1230年一度控制马拉喀什，还答应卡斯蒂利亚人在马拉喀什建造基督教堂。1232年，叶海亚击败伊德里斯而收复马拉喀什，教堂随之被毁。伊德里斯当时正在围攻休达，他听闻马拉喀什陷落后，在返回途中丧命。其子阿卜杜勒-瓦希德·拉希德即位。